# Frente Único Pro Derechos de la Mujer
El Frente Único Pro Derechos de la Mujer (FUPDM) fue una organización feminista fundada en 1935 en México, reconocida por su papel central en la lucha por el derecho al voto de las mujeres y la igualdad política en el país. Fue un esfuerzo interclasista e interpartidista que marcó un hito en el movimiento feminista mexicano de la primera mitad del siglo XX. 

## Sede
El FUPDM se constituyó como una plataforma masiva para articular demandas feministas y promover la igualdad política, social y económica de las mujeres. Su sede principal estaba en la Ciudad de México, en Donceles 94, despacho 207.

## Objetivos
Sus objetivos principales incluyeron:
- Lograr el sufragio femenino y el derecho de las mujeres a ser elegidas para cargos públicos.

- Promover la igualdad de derechos en el ámbito laboral y educativo.

- Defender los derechos de las mujeres en comunidades rurales y urbanas.

- Contribuir a la organización política de las mujeres en un contexto de movilización popular influenciado por el cardenismo.[1]

## Historia
Nació en un contexto de creciente participación femenina en congresos y organizaciones feministas de las décadas de 1920 y 1930.
En 1937, fundó el Consejo Nacional del Sufragio Femenino para canalizar sus esfuerzos en pro del voto. La organización tuvo un papel destacado durante el gobierno de Lázaro Cárdenas, quien respaldó las demandas de igualdad política para las mujeres.
Aunque la reforma constitucional para incluir a las mujeres en el proceso electoral se propuso en 1938, esta no se publicó oficialmente, lo que prolongó la lucha hasta 1953, cuando finalmente se reconoció el derecho al voto femenino en México.
Estuvo activo de 1935 a 1939 y es considerado como la culminación del esfuerzo de las sufragistas mexicanas en la época de la revolución. Lograron tener un impacto en el Código Civil de 1928 y contó con más de 50 mil mujeres activas en el frente.

## Logros
Promovido por el Partido Comunista Mexicano y otras fuerzas, luchó por el voto, la extensión de la alfabetización, guarderías, maternidades y hospitales e incorporó a las mujeres a la lucha política obteniendo algunas de sus reivindicaciones. 
El Frente logró crear el Consejo Nacional del Sufragio Femenino y organizar primer Congreso Nacional de Mujeres en 1936.
En 1937 desplegó una intensa campaña para reformar el artículo 34 Constitucional a fin de que fueran reconocidos los derechos políticos de las mujeres. Estas reforma se logró en 21 estados, pero el Congreso de la Unión no aprobó el proyecto, debido a una campaña en la que se expresó el temor de que las mujeres se sumaran a la oposición derechista.

## Legado
Se lo considera un pilar en la historia del feminismo mexicano, por su capacidad de unir a mujeres de distintas clases sociales y afiliaciones políticas en torno a objetivos comunes. Su trabajo sentó las bases para los avances en derechos de las mujeres logrados en décadas posteriores.

## Miembros relevantes
Contó con una dirigencia integrada por mujeres notables: Refugio García, a cargo de las secciones de Economía y Política; Fidelia Brindis, lideró la Secretaría del Trabajo; Dolores Ángela Castillo, dirigió la Secretaría de Educación; Guadalupe Narváez, fungió como tesorera. Otras ilustres mujeres como: Consuelo Uranga, Frida Kahlo, Adelina Zendejas, María del Refugio García o Benita Galeana, fueron parte crucial en este movimiento 